# Спорт в Габоне
Наиболее популярные виды спорта в Габоне — футбол, баскетбол и теннис.

## Футбол
В стране существует несколько футбольных клубов, проводятся турниры по футболу. Основные футбольные клубы: AS Mangasport из Моанды, основанный в 1962 году, FC 105 из Либревиля, основанный в 1975 году и Sogéa, тоже из Либревиля.
На международных матчах Габон представляет Сборная Габона по футболу. Габон ни разу не участвовал в финальной части Чемпионата Мира. Его наивысшее достижение — 1/4 Кубка Африки.
В 2002 году в международных соревнованиях впервые приняла участи женская сборная Габона.

## Баскетбол
На международных соревнованиях по баскетболу страну представляет Национальная сборная Габона. Однако ей ни разу не удавалось пройти квалификацию для участия в олимпийском турнире и чемпионате мира. Лучшее её достижение — 9-е место на чемпионате Африки в 1993 и 2005 году.

## Теннис
В кубке Девиса команда Габона участвует с 2001 года.